# Malas temporadas
Malas temporadas es una película española dirigida por Manuel Martín Cuenca en 2005. El guion es obra del realizador y del escritor cubano Alejandro Hernández.
Protagonizada en sus papeles principales por Leonor Watling, Javier Cámara, Pere Arquillué, Nathalie Poza, Eman Xor Oña, Fernando Echebarría, Gonzalo Pedrosa, Pere Arquillé y Raquel Vega, es un drama urbano basado en personajes que piden segundas oportunidades.
La película obtuvo el Premio Sebastiane a la mejor película de temática LGBT en el Festival de Cine de San Sebastián de 2005.

## Sinopsis
Ana, la madre de un joven, coge el cercanías como cada día para ir a trabajar a su ONG, lo más importante en su vida. Al mismo tiempo, Carlos, un cubano exiliado, contempla cómo aterrizan aviones en el aeropuerto de Barajas. Él era piloto en Cuba y sueña con marcharse muy lejos de España. A la vez, Mikel, un ex presidiario, fuma un puro y recuerda a su compañero de celda mientras espera el autobús. Quiere encontrarle para ajustar cuentas. Son tres personajes, cuyas vidas convergen en una misma ciudad, enfrentándose a sus problemas y tomado sus decisiones.

## Reparto
| Intérprete            | Personaje       |
| --------------------- | --------------- |
| Javier Cámara         | Mikel           |
| Nathalie Poza         | Ana             |
| Eman Xor Oña          | Carlos          |
| Leonor Watling        | Laura           |
| Pere Arquillué        | Pascual         |
| Fernando Echevarría   | Fabré           |
| Gonzalo Pedrosa       | Gonzalo         |
| Esther Bellver        | Sirvienta       |
| Josean Bengoetxea     |                 |
| Gema Corredera        | Luisa off       |
| Ana de Austria        | Berta           |
| Allen Escudes         | Leo             |
| Xosé Manuel Esperante | Chico 1         |
| Mansueto Manel        | Javi            |
| Natasha Furman        | Olga            |
| Adrián Godoy          | Chico off       |
| Ángela Herrera        | Mujer           |
| Hamid Krim            |                 |
| Manolo Monreal        | Hombre escalera |
| Andrew Montgomery     | Empleado        |
| Julio Perillán        | El Danés        |
| Elena Saganovska      | Liuva           |
| Yolanda Serrano       | Profesora       |
| Mikel Tello           | Ramón           |
| Raquel Vega           | Rita            |
| Mónica Vic            | Miriam          |